# شکوه (فیلم ۱۹۹۹)
شکوه (انگلیسی: Splendor) فیلمی کمدی-رمانتیک بریتانیایی به کارگردانی گرگ آراکی است. بازیگران این فیلم کاتلین رابرتسون، جاناتان شیچ و مت کیزلار هستند که فیلم به رابطهٔ بازبین سه شخصیت اصلی می‌پردازد.